# Du hard ou du cochon !
Du hard ou du cochon ! est une série télévisée française, adaptée de la série américaine James Gunn's PG Porn, en 6 épisodes de 3 minutes chacun, diffusée à partir du 6 juin 2010 sur Canal+.
Elle est diffusée depuis le mois de mai 2010 sur le site Canalplus.fr. Son slogan est « Tout ce que vous aimez dans le porno sauf le sexe ! »

## Synopsis
La série, qui met en scène des animateurs de Canal+ (ou des personnalités liées à la chaîne) face à des actrices pornographiques françaises, parodie le style et les conventions des films X, en restant tout public. Le principe des sketchs est de mettre en scène des personnages dans des situations typiques du porno : chaque épisode s'achève cependant sur une chute inattendue, au moment où les protagonistes semblaient sur le point de passer à l'acte.

## Fiche technique
- Réalisation : Julius Berg
- Adapté de la web-série originale PG Porn créée par James Gunn, Brian Gunn et Sean Gunn
- Scénaristes : Hadrien Cousin, Damien Lecamp, Guillaume Le Gorrec, Thibault Vanhulle
- Producteur exécutif : Guillaume Dreyfus, Black Bird Productions

## Épisodes et distribution
1. Prof très particulier : Angell Summers (Cindy), Laurent Weil (un professeur de mathématiques) et Philippe Colo (le père de Cindy)
2. Heurts supplémentaires : Estelle Desanges (Caroline) et Darren Tulett (Monsieur Palmer)
3. Un dîner bien arrosé : Liza Del Sierra (elle) et Antoine de Caunes (Fluck)
4. Lavomatrique : Cecilia Vega (la soubrette) et Bruno Gaccio (Monsieur de la Sainte Raideur)
5. Le faucon matait : Eva Karera (Miss McToy) et Thomas N'Gijol (Détective McSpade)
6. Casse noisettes : Graziella Diamond (Elle) et Christophe Salengro (Lui)